# Episodi di Uomo Tigre II
Questa è la lista degli episodi di Uomo Tigre II, serie televisiva anime prodotta da Toei Animation.
I 33 episodi sono stati trasmessi su TV Asahi dal 20 aprile 1981 al 18 gennaio 1982. L'edizione italiana è stata trasmessa su Euro TV dal 29 maggio 1985.

## Lista episodi
| Nº | Titolo italiano Giapponese 「Kanji」 - Rōmaji - Traduzione letterale | In onda           | In onda |
| Nº | Titolo italiano Giapponese 「Kanji」 - Rōmaji - Traduzione letterale | Giapponese        |         |
| 1  | Giuramento sul ring 「ほえろ！リングの誓い」 - Hoero! Ringu no chikai – "Ruggisci! Giuramento sul ring" | 20 aprile 1981    |         |
| 1  | Sono passati nove anni dalla fine del primo manga. Tatsuo Aku è un reporter impacciato e pasticcione del quotidiano Hinode Sport di Tokyo, che lavora in coppia con la bella e immancabile fotografa Midori Ariyoshi, segretamente innamorata di lui. I due si occupano di fare servizi sulle discipline sportive più disparate e il rivale di Tatsuo è Saiga, un giornalista geloso per l'interesse che Midori prova per lui. Un giorno, mentre il trio sta seguendo un torneo di judo al Nippon Budokan, un misterioso wrestler mascherato chiamato Uchu-Kamen SF fa irruzione e lancia la sua sfida ad Antonio Inoki, il più forte wrestler e capo della federazione di puroresu, la New Japan Pro-Wrestling. Uno dei combattenti di judo cerca di attaccarlo, ma Tatsuo lo blocca, sapendo che non potrebbe sconfiggerlo, infine il wrestler mascherato va via. Il combattente di judo rimane colpito dalla forza di Tatsuo che è riuscito a tenerlo fermo con tanta facilità. Inoki non accetta la sfida di Uchu-Kamen SF per via della mancanza di rispetto dimostrata durante il match di judo. Qualche giorno dopo, Uchu-Kamen SF si presenta sul ring al Tokyo Metropolitan Gymnasium, sconfiggendo Seiji Sakaguchi davanti a tutti affermando di essere un campione della Space Wrestling Federation. Un bambino di nome Kazuya Tachibana, che era venuto a vedere il match con sua sorella maggiore Junko, sale sul ring e cerca di colpire Uchu-Kamen SF, ma lui lo afferra e lo lancia tra il pubblico, per essere salvato da un wrestler che indossa una maschera da tigre: Tiger Mask II. Dopo diversi anni, Tiger Mask è tornato, ma tutti si chiedono chi possa essere, visto che Naoto Date è morto investito da un'auto per salvare un bambino. Tiger Mask II, dopo aver messo al riparo Kazuya si presenta come il successore non solo del primo Tiger Mask, ma anche di Naoto Date, del quale vuole ripercorrere le gesta e gli insegnamenti. Così affronta e sconfigge Uchu-Kamen SF in un match senza limiti di tempo, anche se il wrestler della Space Wrestling Federation poi sparisce promettendo a Tiger Mask II che si rivedranno. Midori, che era venuta a vedere il match con Tatsuo, nota che quest'ultimo era assente per tutto il match, infatti Tatsuo e Tiger Mask II sono la stessa persona. |                   |         |
| 2  | Un degno successore 「虎の穴で鍛えた男」 - Tora no Ana de kitaeta otoko – "L'uomo forgiato nella Tana delle Tigri" | 27 aprile 1981    |         |
| 2  | Kazuya e Junko vanno alla redazione dell'Hinode Sport per chiedere a Tatsuo e al suo caporedattore Desk se possono dargli l'indirizzo di Tiger Mask II, tra l'altro Tatsuo si dimostra visibilmente attratto da Junko. Uchu-Kamen SF chiede al suo superiore Jiradeau il permesso di sfidare nuovamente Tiger Mask II. Tatsuo e Midori vanno da Inoki, tutti infatti sono convinti che lui conosca la vera identità di Tiger Mask II anche se in realtà ne è all'oscuro, poi riceve una telefonata da Uchu-Kamen SF che gli chiede se può convincere Tiger Mask II ad accettare la sua sfida, quindi Tatsuo si offre volontario per pubblicare sul suo quotidiano la sfida. I sicari della Space Wrestling Federation, dando per scontato che Inoki conosca la vera identità di Tiger Mask II, lo attaccano a casa sua ma vengono allontanati da una tigre con tanto di armatura, è la fedele compagna di Tiger Mask II, Ironger. Tiger Mask II, senza rivelare a Inoki la sua identità, gli spiega che era un orfano della Chibikko House, l'orfanotrofio a cui Naoto era molto legato, e quando è morto ha lasciato tutto a loro visto che, essendo orfano, non aveva parenti. Lui era un bambino ma decise di raccogliere il retaggio di Naoto diventando Tiger Mask II, per poi allenarsi nello stesso luogo dove si addestrò Naoto, la Tana delle Tigri, ricostruita dopo che era andata distrutta, ma dopo essersi diplomato lì, sentì delle voci su un'organizzazione criminale del wrestling, la Space Wrestling Federation, quindi dopo aver viaggiato per il mondo è tornato in Giappone per fermarla. Tatsuo inizia a fare amicizia con il piccolo Kazuya che gli chiede di diventare il nuovo allenatore della sua squadra di baseball e lui accetta. Uchu-Kamen SF si allena combattendo sopra un aeroplano che vola ad alta quota, mentre Tiger Mask II si allena combattendo contro Ironger. |                   |         |
| 3  | Giù la maschera 「マスクをかけた死闘」 - Masuku o kaketa shitō – "La battaglia mortale che ha indossato la maschera" | 4 maggio 1981     |         |
| 3  | È la sera del secondo match tra Tiger Mask II e Uchu-Kamen SF. I due wrestler mettono in palio le rispettive maschere e quindi la loro identità segreta. Questa volta battere Uchu-Kamen SF si rivela molto più difficile, infatti con delle tecniche incredibilmente efficaci lo mette alle strette e proprio quando stava per dargli il colpo di grazia, Tiger Mask II usa all'ultimo momento la giusta contromossa con la quale lo sconfigge. Nonostante tutto elogia la correttezza con la quale ha condotto il match, quindi gli dà il permesso di togliersi la maschera da solo. Uchu-Kamen SF si toglie la maschera rivelando la sua identità, il suo nome è Henry ed era un astronauta, i suoi compagni morirono durante una spedizione nello spazio, quindi accettò di diventare un wrestler della Space Wrestling Federation per guadagnare il denaro sufficiente a mantenere le famiglie dei suoi defunti colleghi. Ad un tratto un altro wrestler della Space Wrestling Federation sale sul ring, si tratta di Kyuketsu-Kamen The Bat, che rapisce Henry portandolo via, purtroppo la faida contro la Space Wrestling Federation è solo all'inizio. |                   |         |
| 4  | Un combattimento leale 「血を吸われたトラ」 - Chi o suwareta tora – "La tigre che ha inalato sangue" | 11 maggio 1981    |         |
| 4  | Henry viene giustiziato per il suo fallimento da Jiradeau, il quale lo fa sbranare vivo da quattro leoni. Tatsuo inizia ad allenare la squadra di baseball di Kazuya facendo la conoscenza dei suoi amici: Santaro Iwai, Kakko e Bozu. Inoltre, regala loro i biglietti per il prossimo match di Tiger Mask II. Il wrestler Big Wood viene aggredito a casa sua da Kyuketsu-Kamen The Bat, il quale lo morde, stranamente Big Wood perde le forze, e poi Kyuketsu-Kamen The Bat lo picchia brutalmente. Tiger Mask II telefona a casa di Inoki e dato che sua moglie Mitsuko è occupata è lo stesso Inoki a rispondere: Tiger Mask II chiede al suo amico di organizzare un match tra lui e Kyuketsu-Kamen The Bat. La sera del match i due wrestler si affrontano, Kyuketsu-Kamen The Bat usa mosse fallose ma Tiger Mask II si porta in vantaggio dando prova di essere più forte del suo avversario, ma Kyuketsu-Kamen The Bat morde Tiger Mask II, nello stesso modo in cui fece con Big Wood. L'arbitro cerca di fermarlo ma Kyuketsu-Kamen The Bat lo colpisce con un calcio, a Tiger Mask II iniziano a mancargli le forze e cade al suolo privo di sensi, purtroppo dopo un match di quindici minuti e quarantaquattro secondi, perde davanti a tutti in maniera disonorevole. |                   |         |
| 5  | I ragazzi scomparsi 「若者狩り」 - Wakamono kari – "Caccia ai giovani" | 18 maggio 1981    |         |
| 5  | Tiger Mask II parla al telefono con Inoki confidandogli che inizia a sospettare che Kyuketsu-Kamen The Bat sconfigga i suoi avversari con un anestetico, ma Inoki deve smentire la sua teoria perché è stato già fatto un esame del sangue, sia a lui che a Big Wood, e non erano state riscontrate tracce di sostanze estranee. Tatsuo inizia a indagare sulla scomparsa di alcuni liceali, tutti loro emergevano in varie discipline sportive, e capisce che dietro a tutto ciò c'è la Space Wrestling Federation, capendo che il loro prossimo obbiettivo sarà Ichiro Nakayama, giovane promessa del baseball, infatti la Space Wrestling Federation gli ha offerto molto denaro per aiutare sua madre, gravemente malata, imponendogli però di allenarsi con loro abbandonando il baseball in favore del wrestling. All'inizio era riluttante ad accettare, salvo poi cambiare idea quando gli offrono più denaro, quindi i sicari della Space Wrestling Federation lo portano su una nave ancorata nella zona portuale, lì c'è il capo dei sicari della Space Wrestling Federation, Geller, e con lui Kyuketsu-Kamen The Bat. Insieme a loro ci sono tutti gli altri ragazzi sequestrati che però si rifiutano di collaborare con la Space Wrestling Federation dopo aver scoperto che il loro obbiettivo è distruggere la New Japan Pro-Wrestling. Kyuketsu-Kamen The Bat inizia a picchiarli, ma poi arriva Tiger Mask II che dà alla Space Wrestling Federation del denaro che copre la somma che l'organizzazione criminale ha investito sui ragazzi, così saranno prosciolti da ogni impegno con loro. Kyuketsu-Kamen The Bat accetta i soldi ma non ha intenzione di lasciare liberi i ragazzi, poi i sicari della Space Wrestling Federation attaccano Tiger Mask II ma lui li sconfigge, mentre Kyuketsu-Kamen The Bat va via rivelando al nemico che sfiderà Inoki, mentre Geller punta la pistola contro di lui con l'intento di ucciderlo, ma poi quando vede arrivare la polizia scappa. |                   |         |
| 6  | Un patto solenne 「燃える闘魂」 - Moeru tōkon – "Lo spirito guerriero che brucia" | 25 maggio 1981    |         |
| 6  | Tiger Mask II e la polizia portano in salvo i ragazzi dalla nave, inoltre il wrestler mascherato trova nell'imbarcazione delle fiale contenenti una strana sostanza. Intanto al palazzo dello sport di Yokohama Inoki sconfigge Big Wood, ma poi arriva Kyuketsu-Kamen The Bat che lo sfida. Big Wood, ancora in collera per l'aggressione, cerca di attaccarlo ma Inoki lo invita a starne fuori, infatti lo affronterà lui. Jiradeau e il misterioso capo della Space Wrestling Federation iniziano a stufarsi di Kyuketsu-Kamen The Bat e delle sue manie di grandezza infatti non gli avevano ordinato di sfidare Inoki, affermando che a breve lo elimineranno. Al commissariato di polizia il perito della scientifica informa Tiger Mask II che la sostanza rinvenuta nelle fiale trovate nella nave è un anestetico che si ottiene da una pianta che cresce nelle montagne della Thailandia, è di breve durata ma efficace, ma la sua maggiore peculiarità è che non può essere rintracciato nell'organismo con gli esami del sangue. Inoki si porta in vantaggio contro Kyuketsu-Kamen The Bat il quale non è al livello del wrestler giapponese, ma poi lo morde e proprio come Big Wood e Tiger Mask II inizia a perdere le forze perdendo i sensi. A quel punto arriva Tiger Mask II che affronta Kyuketsu-Kamen The Bat davanti a tutti e lo sconfigge facilmente con la presa di Inoki dopo aver abilmente evitato il suo morso. Poi fa vedere a tutti che era con una dentiera che mordeva i suoi avversari, togliendogliela dalla bocca, lui usava l'anestetico che Tiger Mask II aveva trovato nella nave per battere gli avversari, che si trovava nella dentiera, iniettandolo con la pressione del morso. Alla luce della sua scorrettezza Inoki viene nominati vincitore del match, poi Tiger Mask II, usando ancora su Kyuketsu-Kamen The Bat la sua presa, lo costringe con le cattive a rivelargli le vere intenzioni della Space Wrestling Federation e perché si accanisce contro la New Japan Pro-Wrestling: quindi ammette che l'organizzazione vuole conquistare il mondo usando lo sport come trampolino di lancio, aggiungendo che questa ormai è l'era d'oro dello sport giapponese, e la disciplina più seguita è il wrestling, quindi il modo migliore per imporsi è asserire la superiorità dei wrestler della Space Wrestling Federation su quelli della New Japan Pro-Wrestling, considerati i più forti, infine una volta dominato il mondo dello sport la Space Wrestling Federation inizierà a espandersi in altri settori. Infine Kyuketsu-Kamen The Bat rivela che il misterioso capo della Space Wrestling Federation è un uomo molto ricco e potente, ma prima che possa rivelarne l'identità un sicario dell'organizzazione criminale, nascosto tra il pubblico, spara a Kyuketsu-Kamen The Bat con un proiettile tranquillante, e il wrestler della Space Wrestling Federation viene portato in ospedale. |                   |         |
| 7  | La piramide delle tigri 「タイガーピラミッダーの謎」 - Taigā piramiddā no nazo – "Il mistero del perimetro delle tigri" | 1º giugno 1981    |         |
| 7  | Tatsuo confida a Midori che si è messo in contatto con Nancy, la moglie di Henry, infatti vorrebbe aiutare suo figlio George portandolo in Giappone per farsi operare, dato che soffre di uno scompenso cardiaco. Intanto la Space Wrestling Federation ha deciso quali wrestler della loro organizzazione affronteranno Tiger Mask II: i Mister Who N° 1 & N° 2. Tiger Mask II porta Inoki in auto ai piedi del Fuji facendogli vedere, attraverso la spaccatura del tronco di un albero, una piramide, che per anni è rimasta nascosta dalla vegetazione, può essere vista solo dall'angolazione della spaccatura del tronco dell'albero. Inoki capisce che si tratta della leggendaria piramide dove nacquero tutte le discipline di combattimento giapponesi. Tiger Mask II gli rivela che dopo essersi diplomato a Tana delle Tigri viaggiò per il mondo per proseguire la sua formazione di wrestler, desideroso di apprendere il più possibile dalle varie discipline di combattimento, affrontando wrestler molti forti e anche bestie selvagge in Francia, Grecia, Inghilterra, Mongolia, Cina, Brasile, Amazzonia e Venezuela. In India incontrò Ironger, la quale lo aggredì dato che era inferocita a causa di una pallottola, un cacciatore infatti l'aveva ferita con un colpo d'arma da fuoco. Tatsuo affrontò la tigre e poi la curò, da allora divennero inseparabili e la bestia lo accompagnò nel suo viaggio per il mondo diventando la sua compagna di allenamento. Prima di tornare in Giappone l'ultima tappa di Tatsuo furono le Ande del Sudamerica, conobbe un vecchio, un giapponese, che gli insegnò uno stile di combattimento più ragionato, infine Tatsuo lo sconfisse e lui gli rivelò la posizione della piramide convincendolo a tornare in Giappone creando una sua palestra di wrestling. Tiger Mask II porta Inoki all'interno della piramide che lui ha ristrutturato con attrezzature moderne ottenute dalla vendita di pietre preziose, rivelandogli che in principio Tana delle Tigri venne fondata da un uomo virtuoso che si allenò pure lui nella piramide, ma quando morì Tana delle Tigri divenne un luogo corrotto, tra l'altro anche la nuova amministrazione di Tana delle Tigri è andata fallita come la prima, quindi ora non esiste più. Inoki e Tiger Mask II decidono quindi di portare alla piramide i wrestler della New Japan Pro-Wrestling ad allenarsi lì con l'obbiettivo di trasformarli in uomini forti e leali. |                   |         |
| 8  | Duello all'ultimo sangue 「決戦！タッグマッチ」 - Kessen! Taggumacchi – "Battaglia decisiva! Tag match" | 8 giugno 1981     |         |
| 8  | Mister Who N° 1 & N° 2 sono appena giunti in aereo in Giappone, mentre Midori informa Tatsuo che è stata scoperta la vera identità di Kyuketsu-Kamen The Bat: si tratta di Sajant Somki, ex campione thailandese di pesi massimi, tra l'altro Somki è appena scappato dall'ospedale. Quella sera, la Space Wrestling Federation decide di giustiziare Somki in virtù della sua sconfitta il quale viene ucciso dai Mister Who N° 1 & N° 2, che lo colpiscono entrambi con un calcio alla gola. Inoki porta i wrestler della New Japan Pro-Wrestling ad allenarsi alla piramide, inoltre Mister Who N° 1 & N° 2 sfidano Inoki e Tiger Mask II in un tag match, senza arbitro, regole o limiti di tempo. Dall'America giungono Nancy e George, rispettivamente moglie e figlio di Henry, infatti Tiger Mask II li ha fatti venire in Giappone per far operare il bambino all'ospedale dove lavora Junko come infermiera, però George non accetta la sua carità imputando a lui la colpa della morte del padre, dato che se non lo avesse battuto la Space Wrestling Federation non lo avrebbe ucciso, sostenendo che è riuscito a vincere solo perché ha usato delle scorrettezze. La sera del tag match George guarda l'evento dalla TV insieme alla madre e a Junko, facendo il tifo per Mister Who N° 1 & N° 2; il match ha inizio anche se i due wrestler della Space Wrestling Federation mettono soggezione con la loro imponente stazza, all'inizio Inoki e Tiger Mask riescono a metterli in difficoltà ma poi i due avversari iniziano a usare delle mosse irregolari adoperando micidiali tecniche di coppia. |                   |         |
| 9  | La vittoria dell'intelligenza 「危うし！日本プロレス」 - Ayaushi! Nippon puroresu – "Pericoloso! Il wrestling professionistico del Giappone" | 15 giugno 1981    |         |
| 9  | Il tag match contro i Mister Who N° 1 & N° 2 sta diventando un massacro, infatti stanno dominando il match attaccando i loro avversari in due contro uno dato che Inoki e Tiger Mask II si ostinano a combattere lealmente. Mister Who N° 1 & N° 2 li feriscono gravemente con le loro micidiali testate, infatti sulle loro maschere, alla base della fronte, nascondono delle armi appuntite con cui ferire i rivali. George rimane impressionato dalla correttezza con cui Tiger Mask II sta conducendo il match nonostante l'evidente svantaggio. Poi a Tiger Mask II viene in mente un'idea e colpisce Mister Who N° 1 con un calcio alla fronte sconfiggendolo, infatti facendo pressione sull'arma che loro nascondono dietro la maschera ha provocato un lancinante dolore all'avversario mettendolo fuori combattimento. Inoki segue l'esempio dell'amico ma Mister Who N° 2 si copre la fronte per evitare la stessa sorte del suo compagno, quindi Inoki lo colpisce allo stomaco spingendolo a coprire quella parte del corpo lasciando scoperta la fronte, Inoki poi lo colpisce lì con una gomitata sconfiggendolo. Tiger Mask II e Inoki vincono il tag match ma preferiscono non togliere le maschere ai loro avversari, George applaude la condotta di Tiger Mask II avendo capito che ha battuto suo padre lealmente, e che non c'è vergogna a perdere contro un wrestler leale come lui, cambiando idea sull'operazione. Il misterioso capo della Space Wrestling Federation nonostante il fallimento dei Mister Who N° 1 & N° 2 non si arrende, infatti è intenzionato a mandare in Giappone dei wrestler ancora più forti e crudeli. George si sottopone all'operazione che va a buon fine. |                   |         |
| 10 | La sfida dell'uomo di ferro 「アイアンマスクの挑戦」 - Aianmasuku no chōsen – "La sfida di Iron Mask" | 29 giugno 1981    |         |
| 10 | Tatsuo e Midori vanno all'aeroporto per salutare George e Nancy che con un volo della Japan Airlines tornano in America, però all'aeroporto Tatsuo incontra Rita, una sua amica giornalista americana, che va a trovarlo alla redazione dell'Hinode Sport, poi Tatsuo la bacia davanti a tutti e la porta via, i due cenano insieme. In realtà Tatsuo e Rita erano compagni di allenamento a Tana delle Tigri, lei è stata l'unica donna a diplomarsi lì, seguendo le orme di sua madre, infatti anche lei era una wrestler. Tatsuo mente a Rita dicendole che ha abbandonato il wrestling, anche Rita afferma di aver abbandonato la disciplina sportiva, Tatsuo le spiega che nessuno è a conoscenza del suo passato da wrestler infatti Rita aveva capito che l'aveva baciata solo per impedirle di dire qualcosa di compromettente su di lui davanti ai colleghi dell'Hinode Sport. Rita rivela a Tatsuo che è venuta in Giappone per intervistare Mister Who N° 1 & N° 2, che dopo la sconfitta contro Tiger Mask II e Inoki sono ricoverati all'ospedale dell'università di Tōto sotto stretta sorveglianza della polizia per evitare che si ripeta ciò che è successo a Somki, inoltre si è scoperto che i due wrestler in realtà sono i fratelli Stall, ex stelle del football. Tatsuo e Rita vanno all'ospedale dove i fratelli Stall sono sotto la sorveglianza di Junko, i due però non proferiscono parola, ma Rita avvalena i loro caffè. Rita ha capito che Tatsuo prova dei sentimenti sia per Midori che per Junko. Desk e Midori informano Tatsuo che i fratelli Stall sono stati uccisi e che lui dovrà andare in commissariato perché è un potenziale testimone, oltre al fatto che è un sospettato. Midori gli dice tra l'altro che un nuovo wrestler della Space Wrestling Federation ha sfidato Tiger Mask II: si tratta di Iron Mask. |                   |         |
| 11 | Una legge spietata 「非情の掟」 - Hijō no okite – "Una legge senza cuore" | 6 luglio 1981     |         |
| 11 | Desk e Midori vanno al commissariato dove Tatsuo spiega a entrambi che è stato prosciolto da ogni accusa grazie alla testimonianza di Junko. Desk e Midori fanno capire a Tatsuo che probabilmente è stata Rita a uccidere i fratelli Stall, infatti Midori rammenta che, in ospedale, l'aveva vista mentre portava i caffè dall'ascensore per il montacarichi e lì avrà avuto il tempo di avvelenarli. La sera del match tra Tiger Mask II e Iron Mask, quest'ultimo si presenta sul ring con la moto, poi i due si affrontano in un match a parità di livello, tra l'altro Iron Mask nasconde tra i suoi guanti degli artigli con cui ferisce l'avversario. Tiger Mask II nota che c'è qualcosa di famigliare nella tecnica di Iron Mask, uguale a quella di Rita, infatti è lei che si nasconde dietro la maschera del suo avversario, tra l'altro anche Rita ha riconosciuto lo stile di combattimento di Tiger Mask II capendo che lui è Tatsuo. Rita abbandona il ring in moto quindi Tiger Mask II vince il match, poi lui e Iron Mask hanno modo di vedersi e si tolgono le loro maschere. Rita gli rivela che lavora per la Space Wrestling Federation, che gli aveva concesso il denaro per evitare che i suoi amici, che vivono in brutti quartieri, venissero sfrattati dalle loro case. Tatsuo inizia a sentirsi male dato che gli artigli con cui Rita lo ha ferito erano pregni di una sostanza velenosa, quindi lei lo porta in ospedale dove Junko si prende cura di lui, le sue condizioni migliorano mentre Rita decide di imbarcarsi in una nave per l'America, infatti ora che è venuta a meno ai suoi doveri con la Space Wrestling Federation non avendo sconfitto Tiger Mask, la perseguiteranno fino a ucciderla quindi decide di andare negli Stati Uniti per mettere in salvo i suoi amici, ma i sicari della Space Wrestling Federation riescono a trovarla. Rita ruba un pugnale a uno di loro e lo usa per pugnalarsi e uccidersi, dato che ormai aveva già capito che per lei era finita. Lo ha fatto soprattutto per salvare la vita di Midori, lascandole quindi Tatsuo, del quale è in realtà innamorata. |                   |         |
| 12 | Sparvieri infernali 「地獄のタカ」 - Jigoku no taka – "Sparvieri infernali" | 13 luglio 1981    |         |
| 12 | Il misterioso capo della Space Wrestling Federation decide di andare personalmente in Giappone per assistere al tag match dove i loro nuovi wrestler mascherati, gli Hell Hawks, affronteranno in un match preliminare i rappresentanti della New Japan Pro-Wrestling: Seiji Sakaguchi e Tatsumi Fujinami. Tastuo e Midori vanno alla tomba di Rita per porgere i loro omaggi alla sua memoria. I due assistono al tag match insieme a Desk, all'inizio il match è equilibrato anche se il tag team giapponese si porta in vantaggio grazie alla german suplex con cui Fujinami mette al tappeto uno dei Hell Hawks, ad un tratto uno degli sparvieri che facevano da elemento decorativo alle maschere degli Hell Hawks, che non si rivelano essere semplici elementi ornamentali bensì veri uccelli rapaci, attaccano Fujinami e Sakaguchi agli occhi. L'arbitro nonostante la palese scorrettezza non può squalificare gli Hell Hawks perché una scorrettezza vale la squalifica solo fino a quando l'arbitro conta fino a cinque, mentre gli sparvieri sono addestrati a tornare dai loro padroni quando il conteggio arriva a quattro. Inoki sospende il match avendo capito che i suoi colleghi della New Japan Pro-Wrestling non avevano nessuna possibilità di vincere a quelle condizioni, dunque la vittoria va agli Hell Hawks, però Inoki li sfida contando sul supporto di Tiger Mask II. Quest'ultimo però, essendo consapevole che gli sparvieri attaccano a una velocità di 100 km/h, non ha idea di come sconfiggerli. |                   |         |
| 13 | Allenamento di baseball 「長島茂雄の千本ノック」 - Nagashima Shigeo no senbon nokku – "I mille colpi di Shigeo Nagashima" | 20 luglio 1981    |         |
| 13 | Tatsuo, Midori e Desk vanno a giocare a golf insieme a Shigeo Nagashima, battitore dei Giants, essendo un amico del caporedattore dell'Hinode Sport. Mentre giocano una palla da golf vagante rischia di colpire Midori, ma Tatsuo si getta su di lei proteggendola, e Nagashima capisce che lui è un atleta. Tatsuo viene a sapere che l'emiro Ahman Hassan, con cui il Giappone ha stretto un accordo per la compravendita di petrolio, verrà a Yokohama a bordo della sua nave di lusso dove si stabilirà per il tempo in cui starà lì, la Oil King, che vanta diversi impianti sportivi, tra l'altro Hassan ha fama di amare lo sport, possiede dei club sportivi, avendo acquistato due stelle del football che ora lavorano per lui: Ken Robinson e Roy McKenzie. Tatsuo rammenta di aver sentito delle voci secondo cui erano stati pagati da un'anonima agenzia, iniziando a sospettare che si tratti della Space Wrestling Federation, dato che sono soliti pagare stelle dello sport e addestrarli a diventare wrestler, e se ciò fosse vero Tatsuo comincia a maturare l'idea che Hassan sia affiliato con la Space Wrestling Federation. Tiger Mask II si allena con Ironger ma comprende che non serve a molto dato che la tigre non è veloce come i due sparvieri, infatti il match contro gli Hell Hawks è alle porte. Tiger Mask II va in una stanza segreta della piramide dove viene custodita una strana cintura, e poi capisce che Nagashima è la soluzione al problema, quindi Tatsuo gli chiede di battare contro di lui delle palle veloci, e nonostante il suo stupore accetta. Nagashima e Tatsuo vanno ad allenarsi a un campo vicino al fiume Tama, Tatsuo respinge con le mani e i piedi le palle che Nagashima batte con la sua mazza, gradualmente a distanze sempre più ravvicinate, così da prepararsi agli attacchi veloci degli sparvieri, e Nagashima resta sempre più sorpreso delle straordinarie capacità di Tatsuo. |                   |         |
| 14 | La cintura delle piramidi 「不滅のチャンピオンベルト」 - Fumetsu no chanpionberuto – "L'immortale cintura del campione" | 3 agosto 1981     |         |
| 14 | Tatsuo continua a respingere le palle battute da Nagashima, il quale su richiesta del ragazzo le colpisce da un'angolazione più alta, mentre Tatsuo si difende senza guantone. Ormai ha elaborato la contromossa con la quale battere gli sparvieri degli Hell Hawks e mette al corrente Nagashima della sua doppia identità, poi va alla piramide dove viene raggiunto da Inoki portandolo nella stanza segreta e gli fa vedere la Cintura del Campione delle Piramidi che portava con sé, nascosta dal suo mantello. Inoki è incredulo dato che la considerava solo una leggenda, Tiger Mask II gli racconta che nel suo viaggio per il mondo fece tappa in Egitto, lì conobbe un vecchio di nome Sakara che venne preso di mira da dei briganti, ma lui li affrontò egregiamente, poi Tatsuo li mise in fuga. Sakara capì subito che lui è un wrestler, confessandogli che in gioventù lo era pur lui, affrontò pure il grande Ed Lewis. Sakara gli propose di prendere parte al torneo segreto per la Cintura del Campione delle Piramidi di cui lui era capo del comitato, infatti Tatsuo era venuto in Egitto proprio per parteciparvi. È una tradizione che risaliva ai tempi dell'Antico Egitto, un faraone istituì un gruppo di wrestler fortissimi che però non avevano il permesso di combattere al di fuori del regno d'Egitto, quindi ogni quattro anni organizzava un torneo dove loro potevano affrontare wrestler che venivano da ogni parte del mondo, e in palio c'era la Cintura del Campione delle Piramidi che non ha mai abbandonato l'Egitto dato che erano sempre i wrestler egiziani a vincere. Sakara, quando divenne il capo del comitato del torneo, decise di proibire la partecipazione dei wrestler stranieri perché un gruppo di wrestler egiziani capitanati dal crudele Achida non vedrebbero di buon occhio il fatto che un wrestler, non di origine egiziana, possa vincere la Cintura del Campione delle Piramidi, ma Sakara è dell'opinione che Tatsuo la meriti più di chiunque altro. Sakara lo portò nella piramide dove si teneva il tornero, facendogli vedere delle maschere, infatti ne doveva indossare una perché solo i wrestler mascherati possono partecipare al torneo: Tatsuo scelse la maschera da tigre, in memoria di Naoto, infatti quel giorno divenne Tiger Mask II. Sakara ammette che avrebbe voluto invitare anche Naoto al torneo. Tatsuo in una sola ripresa sconfisse dieci wrestler, tra cui Achida, vincendo il torneo e la Cintura del Campione delle Piramidi. Achida però non lo accettava quindi lui e gli altri wrestler si accanirono contro Tiger Mask II, ma Sakara si sacrificò tenendoli bloccati permettendo a Tiger Mask II di scappare con la cintura, dandogli anche le pietre preziose con le quali ha potuto ristrutturare la piramide, con la promessa che organizzerà altri tornei per mettere in palio la Cintura del Campione delle Piramidi. Inoki convince Tiger Mask II a indossare la cintura durante il match contro gli Hell Hawks in questo modo tutti lo vedranno come un modello da prendere ad esempio, con la promessa che lo aiuterà in futuro a organizzare altri tornei per la vittoria della Cintura del Campione delle Piramidi, in onore di Sakara. |                   |         |
| 15 | Tigre-Inoki contro sparvieri 「宇宙プロレス連盟とは!?」 - Uchū puroresu renmei toha!? – "Una lega di puroresu dello spazio?!" | 17 agosto 1981    |         |
| 15 | Il giorno del tag match contro gli Hell Hawks è arrivato, anche Hassan assiste al match seduto in un posto in prima fila insieme alle maggiori personalità di spicco del Giappone, infatti viene trattato con tutti i riguardi visto che è uno degli uomini più ricchi al mondo oltre che proprietario della più grande estensione di pozzi petroliferi dell'Arabia. Prima del match Inoki informa Tiger Mask II che ha fatto delle indagini su Hassan scoprendo che in gioventù studiò negli Stati Uniti, a quel tempo praticava il wrestling e si era fatto una discreta fama di wrestler forte e crudele. Inoki e Tiger Mask II notano che gli Hell Hawks salutano Hassan in maniera servile e questo rafforza la loro convinzione che l'emiro abbia qualcosa a che fare con la Space Wrestling Federation. Prima che il match abbia inizio Tiger Mask II esibisce davanti a tutti la Cintura del Campione delle Piramidi, meravigliando tutti i presenti, affermando che al momento è lui il possessore legittimo della cintura ma che intende organizzare in futuro dei tornei per metterla in palio. Il tag match ha inizio e Tiger Mask II combatte per primo, riuscendo a difendersi bene dagli attacchi degli sparvieri, ma nel farlo non presta attenzione agli Hell Hawks che lo attaccano. Alla fine Tiger Mask II con una straordinaria mossa acrobatica colpisce i due sparvieri mentre erano in volo sconfiggendoli, poi attacca il primo degli Hell Hawks rimbalzando ripetutamente tra le corde del ring, è la tecnica della croce tonante della piramide, sconfiggendolo. Poi Inoki sconfigge facilmente il secondo degli Hell Hawks con la sua presa vincente, infatti senza gli sparvieri non potevano competere con i due wrestler giapponesi, i quali vincono il match. Così, alla fine del match, Tiger Mask II chiede ad Hassan che rapporto ha con la Space Wrestling Federation. Tra lo stupore generale e il fastidio dei suoi accompagnatori, Hassan non si scompone e risponde che è il proprietario della Space Wrestling Federation e, se non gli cederanno la New Japan Pro-Wrestling, non fornirà più petrolio al loro paese. |                   |         |
| 16 | La minaccia di Hassan 「ハッサンに迫る亜久竜夫」 - Hassan ni semaru Aku Tatsuo – "Tatsuo Aku si avvicina a Hassan" | 31 agosto 1981    |         |
| 16 | Nessuno vede di buon occhio il fatto che Inoki e Tiger Mask II non vogliano cedere la New Japan Pro-Wrestling ad Hassan nonostante lui minacci di non distribuire più petrolio al Giappone. Tiger Mask II e Inoki sono ben consapevoli del fatto che il loro paese rischi la crisi economica, ma non ritengono eticamente corretto il ricatto dell'emiro. Midori e Tatsuo vanno alla Oil King dove tanti giornalisti si sono piazzati nella speranza di intervistare Hassan, che si trova dentro la nave non permettendo a nessuno di entrarvi. Midori porta dei fiori alla tomba della povera Rita, mentre Tatsuo entra di nascosto nella Oil King con una scialuppa gonfiabile, venendo sorpreso da Jiradeau e Geller. Quest'ultimo lo picchia insieme ai suoi sicari, purtroppo Tatsuo per non dare nell'occhio decide di non difendersi, fortunatamente arriva Hassan insieme alla sua guardia del corpo, il wrestler Shinigami Silver. Hassan ordina ai suoi uomini di lasciare in pace Tatsuo, infatti ammirando la sua intraprendenza gli concede un'intervista. Gli spiega che la sua era una minaccia a vuoto, non ha mai avuto intenzione di negare il petrolio al Giappone, voleva solo mettere alla prova Inoki e Tiger Mask II, i quali hanno dimostrato di essere uomini coraggiosi che non vengono a meno ai loro valori, però impone che da adesso Tiger Mask II vinca tutti i match contro la Space Wrestling Federation altrimenti non concederà più petrolio al Giappone. L'emiro chiede a Tatsuo di organizzare un incontro tra lui e Tiger Mask II al Palazzo dello Sport. L'articolo di Tatsuo riscuote molto successo, infatti l'Hinode Sport ha venduto tutte le copie, con grande felicità di Desk. Tiger Mask II va al Palazzo dello Sport, ad attenderlo ci sono Hassan e Shinigami Silver, poi sul campo viene raggiunto da Ken Robinson e Roy McKenzie, seguiti da molti altri giocatori di football, i quali non sembrano avere buone intenzioni. |                   |         |
| 17 | La grande sfida 「回想・プロレスへの道」 - Kaisō - Puroresu e no michi – "Reminiscenza - La strada per il puroresu" | 7 settembre 1981  |         |
| 17 | Tiger Mask, attaccato dalla squadra di rugby di Hassan, ricorda la sua giovinezza negli Stati Uniti, studiava a New York e lavorava part-time per una redazione giornalistica, lui e il suo collega Bob avevano attirato le antipatie di un delinquente di nome Spider, che uccise Bob. Tatsuo lo venne a sapere da suo fratello gemello Mark, dato che il suo caporedattore gli aveva mentito dicendogli che Bob era assente dopo aver ricevuto una cospicua eredità. Né la polizia né la stampa erano interessate alla cosa visto che il padre di Spider era un boss mafioso e insabbiò tutto. Tatsuo, vedendo per strada Spider, in un impeto di rabbia, lo picchiò, poi venne arrestato per aggressione, dato che era arrivato sul suolo statunitense clandestinamente. La cauzione gli venne pagata da un dirigente della nuova Tana delle Tigri, che si offrì di inscenare una falsa morte per salvarlo dal processo, in cambio sarebbe diventato un loro allievo. Tatsuo si sottopose agli estenuanti allenamenti di Tana delle Tigri, insieme a Mark, infatti anche lui era un giovane wrestler dell'organizzazione. Mark un giorno decise di scappare, facendo vedere a Tatsuo un articolo del New York Post dove venne riportata la notizia che i traffici della famiglia di Spider erano stati smantellati, giustizia era stata fatta. Però le guardie di sicurezza di Tana delle Tigri, non tollerando il tentativo di fuga di Mark, lo uccisero. Tatsuo uccise il capo delle guardie, e Mark in punto di morte gli fece promettere di diventare un wrestler leale. |                   |         |
| 18 | Per un secondo 「罠！ゴング１秒前」 - Wana! Gongu ichi-byō mae – "Trappola! Un secondo prima del gong" | 14 settembre 1981 |         |
| 18 | Tiger Mask viene attaccato in massa da Ken Robinson, Roy McKenzie e gli altri giocatori, Hassan gli racconta della sua infanzia, il suo popolo era vittima dello stato dittatoriale, le cose cambiarono quando si scoprì che la sua terra era ricca di petrolio, che portò ricchezza, anche le nazioni che avevano dato il tormento al suo popolo si piegarono a loro, da allora Hassan è sempre stato della convinzione che le persone sono schiave dell'avidità e che il denaro ha un ruolo determinante nella conquista del potere, e esso stabilisce cosa sia giusto oppure no. Alla fine Tiger Mask II riesce a battere i giocatori di football lasciando il Palazzo dello Sport, per poi ritirarsi esausto nella piramide. Sulla Oil King atterra un elicottero, il passeggero è Seido Muscle, un selvaggio di enormi dimensioni accompagnato da un bambino di nome Peter. Seido Muscle sarà il partner di Shinigami Silver nell'imminente tag match contro Inoki e Tiger Mask II. La sera del match è arrivata ma Tatsuo rischia di non arrivare in tempo perché la piccola Kakko è rimasta coinvolta in un incidente stradale quindi la porta all'ospedale. Se Tiger Mask II non farà in tempo a raggiungere Inoki sul ring saranno i wrestler della Space Wrestling Federation a vincere e Hassan non fornirà più petrolio al Giappone, anche se l'emiro non è soddisfatto all'idea di vincere così. Fortunatamente Tiger Mask II arriva appena in tempo e il tag match ha finalmente inizio. |                   |         |
| 19 | Il tradimento di Argenta 「死神シルバーの裏切り」 - Shinigami Shiruba no uragiri – "Il tradimento di Shinigami Silver" | 21 settembre 1981 |         |
| 19 | Il tag match ha inizio e Tiger Mask II affronta Shinigami Silver il cui costrume è munito di artigli e corna affilate con le quali mette in difficoltà l'avversario, combattendo slealmente, Inoki viene ferito da Shinigami Silver contrapponendosi tra lui e Tiger Mask II salvandolo. Poi Inoki affronta Seido Muscle, mentre Peter, a bordo ring, impartisce ordini al wrestler gigante, infatti essendo un selvaggio lui prende ordini solo dal bambino a cui è affezionato dopo che lo medicò in seguito a una ferita d'arma da fuoco. Seido Muscle usa la sua mazza di ferro ma Inoki lo disarma riuscendo a portarsi in vantaggio, però poi Seido Muscle lo strangola indebolendolo, ribaltando la situazione. Kakko è ancora all'ospedale ma fortunatamente ora è fuori pericolo. Inoki chiede il cambio a Tiger Mask II ma nemmeno quest'ultimo riesce a competere con la forza di Seido Muscle che lo mette al tappeto, Peter gli ordina di ucciderlo con la mazza di ferro, ma incredibilmente interviene Shinigami Silver che attacca Seido Muscle, buttandolo fuori dal ring, non trovando giusto il modo in cui hanno condotto il match, avvalendosi di ogni tipo di scorrettezze, mentre Inoki e Tiger Mask II hanno combattuto lealmente. Seido Muscle, fuori di sé dalla rabbia, attacca Shinigami Silver. Inoki prova a intervenire ma non riesce a fermarlo, alla fine l'arbitro squalifica Seido Muscle quindi Inoki e Tiger Mask II vincono il match. Hassan, non accettando il comportamento di Shinigami Silver, ordina la sua esecuzione, intanto Shinigami Silver telefona a Inoki chiedendogli di organizzare un appuntamento con Tiger Mask II desideroso di affrontarlo lealmente, quindi Tiger Mask II va al Palazzo dello Sport dove ad attenderlo c'è Shinigami Silver, pronto a combattere. |                   |         |
| 20 | Una grande amicizia 「激突！タイガーハリケーン」 - Gekitotsu! Taigahariken – "Scontro! Tiger Hurricane" | 5 ottobre 1981    |         |
| 20 | Shinigami Silver e Tiger Mask II si affrontano in un grande match a parità di livello, ma poi vengono interrotti da Geller e i suoi sicari, infatti ora Shinigami Silver è considerato un traditore per la Space Wrestling Federation. I due wrestler scappano via in auto, i sicari di Geller fanno finire fuoristrada Shinigami Silver, quindi Tiger Mask II esce dall'auto e porta in salvo Shinigami Silver, i due si nascondono nel bosco. Shinigami Silver si toglie la maschera davanti a Tiger Mask II rivelando la sua identità: è l'ex velocista Silver Cornell. Abbandonò la sua disciplina sportiva in seguito a un infortunio, e la Space Wrestling Federation gli propose di diventare un wrestler. Hassan tradisce una certa malinconia all'idea di uccidere Silver, ricordando di quando, in seguito all'infortunio, lo fecero diventare un wrestler, il preferito di Hassan. Silver spiega a Tiger Mask II che in data odierna ha in programma di lasciare il Giappone insieme alla sua fidanzata Maria, quindi Tatsuo lascia Silver nel bosco mentre lui va all'aeroporto di Narita per avvertire Maria che lei e Silver dovranno posticipare la partenza. Silver, nel bosco, trova un'abitazione e usa il telefono per chiamare Maria, la quale non può rimandare la partenza, infatti deve tornare da suo padre. Ad un tratto arrivano i sicari di Geller, quindi Silver scappa anche se ormai non ha più vie di fuga, poi sopraggiunge Tiger Mask II che combatte contro i malviventi in aiuto di Silver, che si lascia trafiggere da un coltello per proteggere Tiger Mask II salvandogli la vita. Geller avendo capito che a Silver resta poco da vivere a causa della ferita da accoltellamento, decide di andarsene con i suoi sicari dato che la missione è stata portata a termine. Silver, con la forza delle gambe, prima di morire, mette al tappeto il sicario che lo aveva ferito, facendo capire a Tiger Mask II che quella tecnica può essere usata contro gli avversari di grossa stazza permettendo di usare il loro stesso peso contro di loro con l'ausilio delle gambe; infatti gli ha insegnato questa mossa per quando dovrà affrontare Seido Muscle. Silver muore e Tiger Mask II ha riconosciuto il suo grande valore come wrestler, ma soprattutto come uomo, mentre Maria prende il volo senza il suo amato Silver. |                   |         |
| 21 | Il valore dello sport 「ハッサンの秘密」 - Hassan no himitsu – "Il segreto di Hassan" | 12 ottobre 1981   |         |
| 21 | Tiger Mask II si allena con Inoki chiedendogli di combattere da solo contro Seido Muscle. Desk non accetta di pubblicare l'articolo di Tatsuo sull'omicidio di Silver a opera della Space Wrestling Federation in assenza di prove valide. Tatsuo si arrabbia con Santaro durante gli allenamenti di baseball per aver picchiato un suo compagno solo perché è poco talentuoso, ispirandosi a suo cugino maggiore Kunihiko Sasamoto, calciatore della Nazionale Giapponese, secondo cui vincere è l'unica cosa che conta nello sport; Tatsuo spiega ai bambini che lo sport non è finalizzato a conquistare il successo ma al confronto. Desk, Midori e Tatsuo vanno a intervistare Sasamoto il quale afferma che per vincere basta violare le regole senza che nessuno se ne accorga, rivelando tra l'altro che un club sportivo di cui ora preferisce non menzionare il nome sta valutando la possibilità di includerlo nel suo schieramento. Tatsuo nota che un sicario della Space Wrestling Federation sta tenendo d'occhio Sasamoto, quindi intuisce che il club che vuole acquistare Sasamoto è di proprietà di Hassan, cosa comprovata dal fatto che, pedinandolo, lo vede salire sulla Oil King, mentre si allena con la squadra di calcio di Hassan dentro il campo da gioco nella nave. I giocatori sono estremamente violenti e fallosi, anche troppo per Sasamoto, che viene picchiato, intanto Tatsuo entra nella Oil King con la scusa di voler intervistare Hassan, ma in realtà cerca delle prove sulla Space Wrestling Federation. Il coach della squadra spiega a Hassan che Sasamoto non risponde alle loro esigenze, e dato che Tatsuo è in loro compagnia Hassan preferisce non fare nulla di compromettente invitando semplicemente Sasamoto ad andarsene, anche se Geller lo minaccia non dire nulla su ciò che ha visto sulla Oil King. Hassan ripensa alla sua infanzia, quando le forze militari assediarono il suo villaggio, lui era solo un bambino ma dovette combattere per difenderlo, ma tutto si rivelò vano infatti i suoi genitori e la sua sorellina morirono, quest'ultima perché non potette darle da bere visto che i nemici avevano avvelenato le riserve d'acqua. Tatsuo spiega a Sasamoto, facendo riferimento al grande calciatore Pelé, che la correttezza sta alla base della concezione dello sport, e gli chiede di testimoniare in suo favore sull'articolo che vuole scrivere per screditare Hassan. L'articolo di Tatsuo viene pubblicato ma la cosa lascia Hassan indifferente, per lui ora conta solo vedere Tiger Mask II sconfitto da Seido Muscle così tutti vedranno le cose dal suo punto di vista, ovvero che il potere è l'unica forma di giustizia. |                   |         |
| 22 | Bronzo azzurro 「青銅マッスルを倒せ！」 - Seidō Massuru o taose! – "Metti a terra Muscolo di Bronzo!" | 19 ottobre 1981   |         |
| 22 | Tiger Mask II affronta Seido Muscle in un match senza limiti di tempo, il wrestler mascherato viene dato per sconfitto dato che l'ultima volta il wrestler gigante dell'Himalaya che segue gli ordini del piccolo Peter a bordo ring lo aveva messo al tappeto, andando incontro a morte certa se Silver non lo avesse salvato. Il match ha inizio ma Seido Muscle non soffre minimamente i colpi di Tiger Mask II data la sua imponente stazza, tra l'altro dimostra di avere anche una notevole velocità. Seido Muscle si lancia contro di lui ma Tiger Mask usando la mossa che Silver gli ha insegnato, riesce a difendersi. Seido Muscle porta a termine la sua presa vincente contro Tiger Mask II che rischia di perdere ma poi gli assesta un colpo rompendogli il tendine d'Achille, ora Seido Muscle non riesce più a stare in piedi, e Tiger Mask II lo sconfigge con il colpo della croce tonante della piramide. Peter non accetta la sconfitta del suo amico, Tiger Mask II non capisce le ragioni del suo odio notando che il bambino ha uno sguardo carico di rabbia, molto simile a quello di Hassan. Quest'ultimo iniziando a provare interesse per Tatsuo incarica Geller di avvicinarsi a Saiga, al fine di convincerlo a indagare sul suo collega giornalista. Dato che l'appartamento di Tatsuo deve essere ristrutturato si fa ospitare dalla famiglia di Santaro, insieme a Peter, infatti Tatsuo ha deciso di provvedere a lui nel periodo in cui abiterà in Giappone dato che quando Seido Muscle si sarà rimesso tornerà con lui nel suo paese. Peter racconta di quando i suoi genitori morirono, la sua famiglia viveva di stenti e guadagnavano un po' di soldi come guide esplorative nella giungla per i turisti che volevano vedere le bestie selvagge nel loro habitat naturale, durante una delle loro esplorazioni vennero uccisi da una tigre, i turisti a cui facevano da guida uccisero l'animale ma non si curarono di loro. Peter odia Tiger Mask II perché gli ricorda la bestia che uccise i suoi genitori ma soprattutto odia le persone civilizzate a cui dà la colpa della loro morte. Tatsuo va da Hassan chiedendogli di permettere a Seido Muscle di tornare nel suo paese con Peter perdonandogli il suo fallimento, avendo capito che anche Hassan come Peter nel profondo odia gli uomini civilizzati, spiegandogli che non è necessario che Peter diventi come lui. |                   |         |
| 23 | La sfida di Butcher 「ブッチャーの挑戦状」 - Buccha no chōsen-jō – "La lettera di sfida di Butcher" | 26 ottobre 1981   |         |
| 23 | Seido Muscle è ancora ricoverato in ospedale, mentre Peter inizia a socializzare con Kazuya, Kakko e Santaro, tanto da giocare anche a baseball nella loro squadra. Geller continua a pagare Saiga per raccogliere informazioni su Tatsuo arrivando a fare delle indiscrete domande a Midori sul suo collega. Abdullah the Butcher, forte e famoso wrestler canadese, vuole sfidare Tiger Mask II in un match, quest'ultimo accetta la sfida. Tatsuo, Midori e Desk vanno in un night club dove trovano Butcher per intervistarlo, lui accetta di trascorrere del tempo con loro e poi vanno in un ristorante dove racconta la sua ascesa al successo: come figlio di immigrati praticò il wrestling usando una combinazione di tecniche di karate, che gli furono insegnate dal maestro Gama Othena, la sua forza gli permise di salire i vertici del wrestling sconfiggendo anche Giant Baba, ma non fu altrettanto fortunato contro Inoki che riuscì a batterlo. Ripensare alla sconfitta contro Inoki gli fa perdere la calma e in uno sfogo di rabbia colpisce con un pugno la forchetta lanciandola contro un cliente del ristorante che con un colpo di karate la respinge piegandola: Tatsuo e Butcher lo riconoscono, si tratta di King Killiams, il grande maestro di karate, Tatsuo è preoccupato non capendo per quale motivo King Killiams si trova in Giappone. |                   |         |
| 24 | Il grande Butcher 「タイガーVSブッチャー」 - Taiga vs Bucchā – "Tiger vs Butcher" | 2 novembre 1981   |         |
| 24 | Butcher concede a Midori un'intervista privata e le rivela il suo passato, le umiliazioni e le sofferenze che ha patito ma che ha superato, oltre alle motivazioni che lo hanno spinto a sfidare Tiger Mask II in un match all'ultimo sangue. Saiga informa Jiradeau che non ha trovato nessuna informazione su Tatsuo a Hokkaidō nonostante si presumesse che fosse di lì. Geller facendo le veci della Space Wrestling Federation fa un'offerta di un milione di dollari a Bucther per farlo integrare nella loro impresa ma lui rifiuta. La sera del match è arrivata, Kazuya, Peter e gli altri bambini vanno a vedere il match dal vivo, al quale assiste pure Hassan. Peter prova ancora astio nei confronti di Tiger Mask II sperando nella vittoria di Butcher, quest'ultimo nota la presenza di King Killiams tra il pubblico, la cui grande fama di karateka è riconosciuta da tutti, infatti il pubblico gli fa un applauso. Il match ha inizio e i due si scambiano una serie di attacchi, la forza dei due rivali si equivale. |                   |         |
| 25 | Due campioni 「男の闘い」 - Otoko no tatakai – "La lotta di un uomo" | 16 novembre 1981  |         |
| 25 | Butcher mette in difficoltà Tiger Mask II con le sue veloci tecniche di karate, nonostante il wrestler mascherato si difenda egregiamente, quindi Butcher inizia a combattere scorrettamente colpendo Tiger Mask II con un obrello, ma nonostante tutto Tiger Mask II lo mette in difficoltà. I due iniziano a maturare un vicendevole rispetto ammirando la tenacia che li contraddistingue, infatti nessuno dei due vuole cedere, arrivando a combattere fuori dal ring, il match è un susseguirsi di attacchi ma allo scadere del tempo finisce in parità, e Peter applaude avendo cambiato opinione su Tiger Mask II comprendendo il suo valore. La Space Wrestling Federation decide di avvalersi dell'aiuto del loro nuovo wrestler, il quale indossa una maschera da puma, con il ring name Devil Puma. Comunque non accettando l'arroganza con la quale Butcher ha rifiutato la loro offerta di assunzione la Space Wrestling Federation decide di dargli una lezione. Tatsuo e Midori vanno a una fiera insieme ai bambini, Midori ripensando alle domande di Saiga su Tatsuo, gli chiede di parlargli della sua infanzia avendo capito che lui non è di Hokkaidō come afferma e che quindi mente sul suo passato. Saiga li osserva di nascosto, intanto vengono raggiunti da Butcher che chiede a Tatsuo se può portarlo da Tiger Mask II volendo fare amicizia con lui mettendolo in una scomoda posizione, infatti Butcher ignora che lui e Tiger Mask II sono la stessa persona. Poi arriva King Killiams che sferra un calcio a Butcher che viene salvato da Tatsuo, poi King Killiams attacca Butcher, quest'ultimo non può fare altro che difendersi a causa del divario di forza tra i due, infatti Butcher usa un karate amalgamato al wrestling, non potendo competere con il karate mortale di King Killiams nella sua forma più pura. King Killiams gli spezza il braccio, poi interviene Tatsuo pronto a misurarsi con lui. |                   |         |
| 26 | Il pazzo Stan Hansen 「怒りのスタン・ハンセン」 - Ikari no Sutan Hansen – "Il rabbioso Stan Hansen" | 23 novembre 1981  |         |
| 26 | Una folla si raduna attorno a King Killiams e Tatsuo, quest'ultimo usa delle tecniche simili a quelle di Tiger Mask II, cosa che non sfugge a Midori e Saiga i quali iniziano a sospettare che Tatsuo in realtà è Tiger Mask II. Tatsuo notando la presenza di Saiga, decide di non difendersi altrimenti tutti scoprirebbero il suo segreto, facendosi picchiare da King Killiams. Butcher e Tatsuo vengono portati in ospedale, poi Tatsuo va alla piramide chiedendosi per quale motivo King Killiams se la sia presa con Butcher, e perché Saiga continua a seguirlo. I wrestler americani non trovando giusto il fatto che la Space Wrestling Federation combatta solo contro la New Japan Pro-Wrestling decidono di farsi avanti, infatti uno di loro, Stan Hansen, sfida la Space Wrestling Federation la quale decide di farlo combattere contro Devil Puma, la cui forza è ben superiore a quella dei wrestler della Space Wrestling Federation contro cui Inoki e Tiger Mask II hanno combattuto finora. Infatti Hansen non riesce a tenergli testa e Devil Puma domina il match, alla fine Hansen usa su di lui un colpo falloso che gli vale la squalifica e Devil Puma vince automaticamente il match. Mentre Tiger Mask II si allena alla piramide con Ironger, viene informato da Inoki che Devil Puma gli ha lanciato una sfida. Tiger Mask II è della convinzione che in realtà Devil Puma è King Killiams. Seido Muscle è guarito quindi Peter a breve lascerà il Giappone con lui, e questo in parte lo rende triste dato che si stava integrando bene, ma soprattutto prende atto che dovrà cavarsela da solo visto che non ha genitori; Tatsuo gli spiega che non deve provare vergogna nella sofferenza di essere orfano, alla fine Peter scoppia a piangere non potendo più negare che sente la mancanza dei suoi genitori abbriacciando Tatsuo. |                   |         |
| 27 | W la libertà (Il complotto) 「嵐を呼ぶ銃」 - Arashi o yobu jū – "La pistola che chiama la tempesta" | 30 novembre 1981  |         |
| 27 | Tatsuo e Midori incrociano per strada una ragazza con una custodia da violino, che urta contro Tatsuo, la custodia cade ma Tatsuo la raccoglie, intanto Saiga passeggia con sua sorella minore Mina che rischia di essere investita da un'auto, fortunatamente la ragazza che Tatsuo e Midori hanno incrociato prima la salva. Tatsuo aveva constatato che la custodia era troppo pesante per custodire semplicemente un violino, infatti dentro c'era un fucile di precisione, lei vuole sparare ad Hassan e ucciderlo, ma Tatsuo la ferma. La ragazza si chiama Giena Gostra, lei voleva vendicare la morte di suo fratello minore ucciso durante una marcia di protesta contro il governo di Hassan, che lui tiene sotto comando con il pugno di ferro colpevole di tante stragi dovute alla sua milizia, inoltre fa arrestare tutte le persone che non la pensano come lui, comandando come un dittatore. Tatsuo le fa capire che nulla giustifica l'omicidio, comunque informa Midori della cosa, e decidono di far vivere sotto un basso profilo Giena in un quartiere lì vicino provvedendo a lei. Jiradeau e Geller incaricano Saiga di trovare Giena, il giornalista trova il quartiere dove vive grazie a Mina, che aveva visto Tatsuo da quelle parti, infatti Saiga aveva capito che Tatsuo era correlato a Giena. È arrivata la sera del match tra Tiger Mask II e Devil Puma, mentre Geller e Jiradeau danno una pistola a Saiga costringendolo a uccidere Giena, ma lui non vuole rendersi colpevole di un omicidio, però non gli lasciano altra scelta, altrimenti faranno del male a Mina. |                   |         |
| 28 | Il terribile Puma 「恐怖のデビルチョップ」 - Kyōfu no Debiruchoppu – "Il terribile Devil Chop" | 7 dicembre 1981   |         |
| 28 | Saiga non se la sente di uccidere Giena, quindi spara a Geller con la pistola che gli avevano dato, ma è scarica, la Space Wrestling Federation ha preso in ostaggio Mina quindi Geller decide di uccidere lui personalmente Giena imponendo a Saiga di dirgli almeno dove si trova. Tiger Mask II e Devil Puma si affrontano in un match senza limiti di tempo, in uno scontro dove entrambi dimostrano di avere praticamente la stessa forza; Devil Puma mette in difficoltà l'avversario con le sue micidiale tecniche, anche se Tiger Mask II riesce a contrattaccare. Saiga porta Geller e i suoi uomini da Giena ma nonostante tutto intendono ugualmente uccidere sua sorella, fortunatamente Mina riesce a scappare e Tiger Mask II, sul ring, mentre si portava in vantaggio du Devil Puma, la vede mentre viene soccorsa dalla polizia menzionando Giena e il rapimento di Saiga. Tiger Mask II capisce che Giena è in pericolo quindi abbandona il ring, e Devil Puma vince la sfida quindi stando agli accordi Hassan non venderà più petrolio al Giappone. Comunque alla fine è proprio Hassan a invalidare la vittoria non accettando di vincere solo perché l'avversario si è ritirato, dunque il match viene semplicemente annullato e tutti applaudono Hassan per la sua correttezza. Saiga porta Geller e i suoi sicari da Giena ma poi si mette a urlare per avvertire la ragazza del pericolo imminente, Geller i suoi uomini sparano a Saiga. Tatsuo raggiunge Giena e la mette al sicuro, mentre Saiga, gravemente ferito, cerca di scappare ma Geller lo raggiunge, poi però arriva Tatsuo che lo aggredisce costringendolo alla fuga. Saiga ha capito che Tatsuo in realtà è Tiger Mask II, e nonostante gli sbagli che ha fatto Tatsuo lo reputa ancora un uomo meritevole di rispetto, infine Saiga muore tra le sue braccia. |                   |         |
| 29 | Re Killium 「とべ！亜久竜夫」 - Tobe! Aku Tatsuo – "Vola! Tatsuo Aku" | 14 dicembre 1981  |         |
| 29 | Hassan e Jiradeau sono in collera con Geller, non solo perché ha fallito nell'eliminare Giena, ma anche per l'omicidio di Saiga, che potrebbe attirare le attenzioni della polizia su di loro, quindi uno dei suoi sicari dovrà costituirsi e addossarsi la colpa della morte di Saiga, mentre Geller dovrà trovare Giena e ucciderla. Jiradeau informa Hassan che Geller è stato attaccato da un ragazzo che non ha fatto in tempo a identificare, Hassan ripensa al fatto che Tiger Mask II in quel momento si era ritirato dal match contro Devil Puma, capendo quindi che il misterioso ragazzo che ha aggredito Geller era Tiger Mask II a volto scoperto. Tatsuo, dopo essere andato a Sendai per il funerale di Saiga, spiega a Midori che Giena tornerà nel suo paese, infatti i suoi alleati nella rivoluzione la rivogliono con loro, con l'intento di rovesciare il governo di Hassan con un colpo di Stato. Giena riceve indicazioni dai suoi alleati: dovrà andare ad Hakone e lì un elicottero la verrà a prendere portandola al porto di Yokohama dove si imbarcherà su una nave vicina alla Oil King che la riporterà al suo paese. Tatsuo porta Giena ad Hakone e poi arrivano due elicotteri, cosa che insospettisce Tatsuo dato che ne aspettavano solo uno oltre al fatto che sono in anticipo, infatti quelli sono i sicari della Space Wrestling Federation. Geller, accompagnato da Devil Puma, cerca di uccidere Giena, ma Tatsuo aiuta l'amica a scappare, poi ruba un elicottero, che però precipita nel bosco. Midori raggiunge Tatsuo sorprendendolo mentre indossa la maschera di Tiger Mask II, scoprendo così il suo segreto. Tiger Mask II non si accorge della presenza di Midori, poi Geller punta la pistola contro Giena e Tiger Mask II ma Devil Puma lo colpisce facendogli perdere i sensi, lui infatti vuole solo affrontare Tiger Mask II. I due wrestler mascherati combattono nel bosco, mentre l'elicottero che Giena stava aspettando arriva e lei sale a bordo. Geller, che aveva ripreso conoscenza, cerca di spararle, ma Devil Puma lo ferma e Geller cade in un fiume da un dirupo facendosi travolgere dalla corrente, morendo. Giena è salva mentre Devil Puma si toglie la maschera, confermando i sospetti che Tiger Mask II già aveva: lui in realtà è King Killiams. Si era unito alla Space Wrestling Federation allo scopo di combattere contro i wrestler più forti del mondo, ma non approvava il loro modo di agire, al di sopra della legge, quindi ha deciso di tradirli. King Killiams sfida Tiger Mask II e i due si affrontano con Midori che li guarda di nascosto. |                   |         |
| 30 | Scontro reale 「戦慄のバトル・ロイヤル」 - Senritsu no batoru roiyaru – "Il battle royal del brivido" | 21 dicembre 1981  |         |
| 30 | Tiger Mask II continua a combattere contro King Killiams, quest'ultimo lo mette in seria difficoltà con le sue micidiali mosse di karate, ma poi Tiger Mask II con una presa vincente lo sconfigge buttandosi con lui nel fiume, infine Tiger Mask II raggiunge la sponda del fiume portandosi sulle spalle King Killiams. Jiradeau informa Hassan che non ha ricevuto nessuna informazione da Geller, quindi l'emiro capisce che probabilmente Giena è scappata, infatti si è imbarcata nella nave nel porto di Yokohama. La cosa però lascia Hassan del tutto indifferente, per lui ora conta solo sconfiggere Tiger Mask II, quindi Jiradeau consiglia all'emiro di sfidare Tiger Mask II in una battle royal. Tatsuo ignora il fatto che Midori è a conoscenza del segreto sulla sua seconda identità. Desk e Midori vanno a una conferenza stampa dove Inoki e Tiger Mask II annuceranno che quest'ultimo prenderà parte a una battle royal per wrestler mascherati, in tutto i partecipanti saranno sette, e oltre a Tiger Mask II e al wrestler rappresentante della Space Wrestling Federation, Hakuma Knight, combatteranno anche The Sphinx dell'Egitto, Mister Spider degli Stati Uniti, Drill Man della Germania Est, Pierrot Mazin della Spagna e Skult Man del Messico. Midori fa tenere presente a Tiger Mask II che anche se di fatto l'unico rappresentante della Space Wrestling Federation è Hakuma Knight c'è l'effettiva possibilità che anche gli altri cinque wrestler verranno comprati dalla Space Wrestling Federation per accanirsi contro Tiger Mask II. Quest'ultimo si allena affrontando contemporaneamente sei wrestler della New Japan Pro-Wrestling per prepararsi avendo preso atto che Midori ha ragione e che potrebbe affrontare da solo sei avversari in una volta sola. La sera del match è arrivata e tutti i wrestler salgono sul ring, tranne Tiger Mask II e Hakuma Knight. |                   |         |
| 31 | Sei contro uno 「火を吹くハッサンの怒り」 - Hi o fuku Hassan no ikari – "La rabbia di Hassan che soffia fuoco" | 4 gennaio 1982    |         |
| 31 | Tiger Mask II raggiunge il ring per la battle royale, poi in sella a un cavallo arriva Hakuma Knight, il secondo wrestler più forte della Space Wrestling Federation, il quale prende parte al match, una gara di eliminazione dove chi cadrà dal ring sarà automaticamente squalificato. La battle royale ha inizio e Tiger Mask II affronta Drill Man e Skult Man che lo mettono in difficoltà, ma lui riesce ad avere la meglio su di loro. Poi però, come aveva dedotto Midori, tutti i wrestler che partecipano alla battle royal sono stati comprati da Hassan e attaccano insieme Tiger Mask II, mentre Hakuma Knight rimane a guardare in disparte. I wrestler picchiano brutalmente Tiger Mask II che però afferra The Sphinx il quale rischia di rimanere ferito dai colpi dei suoi compagni, quindi sospendono l'attacco. Hakuma Knight, però, desideroso di combattere ad armi pari con Tiger Mask II, attacca Drill Man, Skult Man e Mister Spider buttandoli fuori dal ring squalificandoli, mentre Tiger Mask II elimina dalla battle royal The Sphinx e Pierrot Mazin buttando anche loro fuori dal ring. Tiger Mask II e Hakuma Knight sono rimasti soli e quest'ultimo affronta l'avversario portandosi in vantaggio con i suoi terribili colpi, poi cerca di buttarlo fuori dal ring, ma Tiger Mask II si aggrappa alle corde con le gambe. Hakuma Knight colpisce Tiger Mask II con i suoi calci e proprio quando stava per dargli il colpo di grazia lui reagisce e lo sconfigge con il colpo della croce tonante della piramide rompendogli la maschera. In quel momento, sale sul ring André The Giant per sfidare Tiger Mask II a mettere in palio la Cintura del Campione delle Piramidi, ma Hassan propone che il wrestler più forte della Space Wrestling Federation combatta contro André The Giant, poi il vincitore potrà vedersela con Tigre e quindi conquistare la cintura. Tutti i contendenti accettano. Intanto, con la prima neve in Giappone, Giena torna nel suo paese dove scoppia la rivoluzione contro il governo di Hassan, guidata dalla stessa Giena. Tatsuo si presenta da Hassan per chiedergli un'intervista al riguardo, ma questi gli fa capire che ha scoperto che lui è Tiger Mask II, dicendogli che lo sconfiggerà. |                   |         |
| 32 | Joe Forte 「高鳴る決戦のゴング」 - Takanaru kessen no gongu – "Il gong della battaglia decisiva che pulsa" | 11 gennaio 1982   |         |
| 32 | Junko dà appuntamento a Tatsuo per riferirgli che si sposerà con il dottor Morita e che lascerà Tokyo per andare a lavorare all'ospedale di Tōhoku con lui. Tatsuo finge di esserne felice ma ci rimane male, mettendosi però il cuore in pace capendo finalmente che non prova nulla per lui, vedendolo solo come un caro amico. Hassan sembra aver lasciato il Giappone per tornare nel suo paese e soffocare la rivolta guidata da Giena, quindi non assisterà al match tra André The Giant e il wrestler mascherato di punta della Space Wrestling Federation, The Strongs. Tatsuo scrive un articolo al riguardo che ottiene molto successo con grande soddisfazione di Desk. Il match tra André The Giant e The Strongs per stabilire chi dei due affronterà Tiger Mask II e impadronirsi della Cintura del Campione delle Piramidi ha inizio. Il wrestler mascherato sconfigge in otto minuti e tredici secondi André The Giant, nonostante quest'ultimo fosse considerato il favorito del match, tra l'incredulità della folla e dello stesso Tatsuo, che a causa del traffico e della neve in strada non riesce ad arrivare in tempo per vedere il match e capire che tipo di presa abbia utilizzato per ottenere un simile risultato. Midori, temendo che The Strongs, con la sua forza mostruosa, possa uccidere Tatsuo, lo invita a partire per l'Egitto e scrivere un articolo sulla rivolta, così da evitare il match contro il wrestler della Space Wrestling Federation, ma lui rifiuta l'offerta. Tatsuo nel cuore della notte passeggia per le strade, visibilmente preoccupato per l'imminente sfida contro The Strongs, ripensando alla sua infanzia e a Naoto. La sera del match decisivo è arrivata, i due sfidanti salgono sul ring, Hassan ancora una volta non è tra il pubblico a vedere il match, poi Tiger Mask II colpisce The Strongs con i suoi attacchi ma il suo avversario riesce a difendersi, poi The Strongs si porta in vantaggio. |                   |         |
| 33 | Scontro finale 「果てしなき闘いの後に」 - Hateshinaki tatakai no nochi ni – "Dopo la battaglia infinita" | 18 gennaio 1982   |         |
| 33 | Tiger Mask II e The Strongs continuano a combattere in un match eccezionale, i due rivali sono allo stesso livello, anche se The Strongs, che in un primo momento trattiene la sua vera forza, decide di affrontare l'avversario al meglio delle sue capacità, portandosi in vantaggio, dominando il match con la sua forza che non sembra avere eguali. Tiger Mask II subisce i terribili attacchi dell'avversario, Midori si rifiuta di vedere il match non accettando che Tatsuo rischi la vita, persino il pubblico incoraggia Tiger Mask II ad arrendersi dato che sembra non avere più possibilità di vincere. Però lui non getta la spugna e riesce a ribaltare la situazione, portandosi in vantaggio su The Strongs, anche se quest'ultimo, contrariamente alle aspettative di tutti, combatte lealmente. I due rivali sono allo stremo delle forze, ma continuano ad attaccarsi a vicenda senza sosta, poi Tiger Mask II assesta a The Strongs un colpo con cui lo butta fuori dal ring, ma poi gli dà la mano e lo aiuta a rimontare sul ring. Il pubblico applaude la correttezza di entrambi i wrestler. The Strongs si dichiara sconfitto e si smaschera di fronte a tutti, rivelando di essere proprio Hassan, affermando che la Space Wrestling Federation è stata sconfitta e che Tiger Mask II, credendo nella giustizia, ha vinto, ma soprattutto Hassan ora si considera un uomo diverso non avendo sentito l'esigenza di vincere a ogni costo combattendo lealmente. Ma il match non è finito: Hassan chiede e ottiene di poter proseguire a oltranza. A questo punto, visto che il proprietario della Space Wrestling Federation ha ammesso la propria sconfitta, la sua missione può dirsi compiuta e anche Tiger Mask II per rispetto ad Hassan, che si è dimostrato in assoluto il suo avversario più forte, si toglie la maschera di sua spontanea volontà. Tutti rimangono a bocca aperta, tranne ovviamente Hassan, Midori e Nagashima che già lo sapevano. Il match comunque prosegue solo per orgoglio di entrambi i contendenti, in uno scontro straordinario dove ormai è solo la forza di volontà che permette a entrambi di combattere, ma che termina quando Hassan, che aveva dichiarato di avere finalmente capito i suoi errori, viene colpito da un attacco cardiaco, causato anche dai diversi colpi al torace subiti durante il combattimento, e soccombe proprio poco prima dell'arrivo della notizia del successo dei rivoluzionari nel suo paese guidati da Giena che hanno sconfitto le forze armate di Hassan, mentre Jiradeau muore nel tentativo di fermare il colpo di Stato. Tatsuo viene applaudito dal pubblico per la sua sofferta ma meritata vittoria, conservando la Cintura del Campione delle Piramidi. Poi sotto la neve, incoraggiato da Desk e Inoki, prende sotto braccio la sua Midori e le chiede la mano in matrimonio, e lei accetta piangendo per la felicità. Dopo il loro primo vero bacio coperto dall'ombrello, i due innamorati vanno via assieme, seguiti da Kazuya, Santaro, Kakko e Ikkaku, mentre la maschera di Tiger Mask II rimane sul ring, poiché il wrestler mascherato non ritornerà mai più.                                                                           |                   |         |